# Brulé
Brulé /franc. prijevod njihovog naziva sichángxu, u značenju burnt thighs,/ naziv za jednu skupinu Tetona (Laakota), koje spominju Lewis & Clark (1804) pod imenom Tetons of the Burnt Woods, koja je lutala na obje strane Missourija, White i Teton Rivera. Po njihovim podacima imali su oko 300 muškaraca. Godine 1806. žive na istočnoj strani Missourija od ušća rijeke White do Tetona.
Brulé su opisani kao dobri lovci koji imaju mnogo konja i često ratuju sa svojim neprijateljima s rijeke Platte, Arikarama i Pawneejima. nakon ratova Sijuksa s vojksom SAD-a, njihove dvije glavne skupine smještene su na rezervate Rosebud (Upper Brulé ili Kheyatawichasha) u Južnoj Dakoti i Lower Brule i Crow Creek (Lower Brulé ili Kutawichasha)

## Podjela
Razni autori dijeli su ih na različite bande. Lewis & Clark (1806) dijele ih na Esahateaketarpar (Isanyati?), Warchinktarhe, Choketartowomb (Chokatowela), Ozash (Wazhazha), Menesharne (Minisala).
Tatankawakan, pripadnik plemena Brule daje 1880 američkom etnologu i jezikoslovacu J. O. Dorseyu nazive 13 bandi: 1 Iyakoza, 2 Chokatowela, 3 Shiyolanka, 4 Homna, 5 Shiyosubula, 6 Kanghiyuha, 7 Pispizawichasha, 8 Waleghaunwohan, 9 Wacheunpa, 10 Shawala, 11 Ihanktonwan, 12 Nakhpakhpa, 13 Apewantanka.
W. J. Cleveland (1884) navodi kao suvremene bande: 1 Sichanghu, 2 Kakeglia, 3 (a) Hinhanshunwapa, 3 (b) Shunkahanapin, 4 Hihakanhanhanwin, 5 Hunkuwanicha, 6 Miniskuyakichun, 7 (a) Kiyuksa, 7 (b) Tiglabu, 8 Wacheunpa, 9 Waglukhe, 10 Isanyati, 11 Wagmezayuha, 12 (a) Waleghaonwohan, 12 (b) Wakhna, 13 Oglalaichichagha, 14 Tiyochesli, 15 Wazhazha, 16 Ieskachincha, 17 Ohenonpa, 18 Okaghawichasha.